# Nihonogomphus chaoi
Nihonogomphus chaoi – gatunek ważki z rodziny gadziogłówkowatych (Gomphidae).